# Hatten (Bas-Rhin)
Hatten (Duits: Hatten im Elsass) is een gemeente in het Franse departement Bas-Rhin (regio Grand Est). De gemeente maakt deel uit van het kanton Wissembourg in het Haguenau-Wissembourg. Voor 1 januari 2015 was het deel van het kanton Soultz-sous-Forêts en het arrondissement Wissembourg, die toen beide werden opgeheven. Hatten telde op 1 januari 2022 1.923 inwoners.

## Geografie

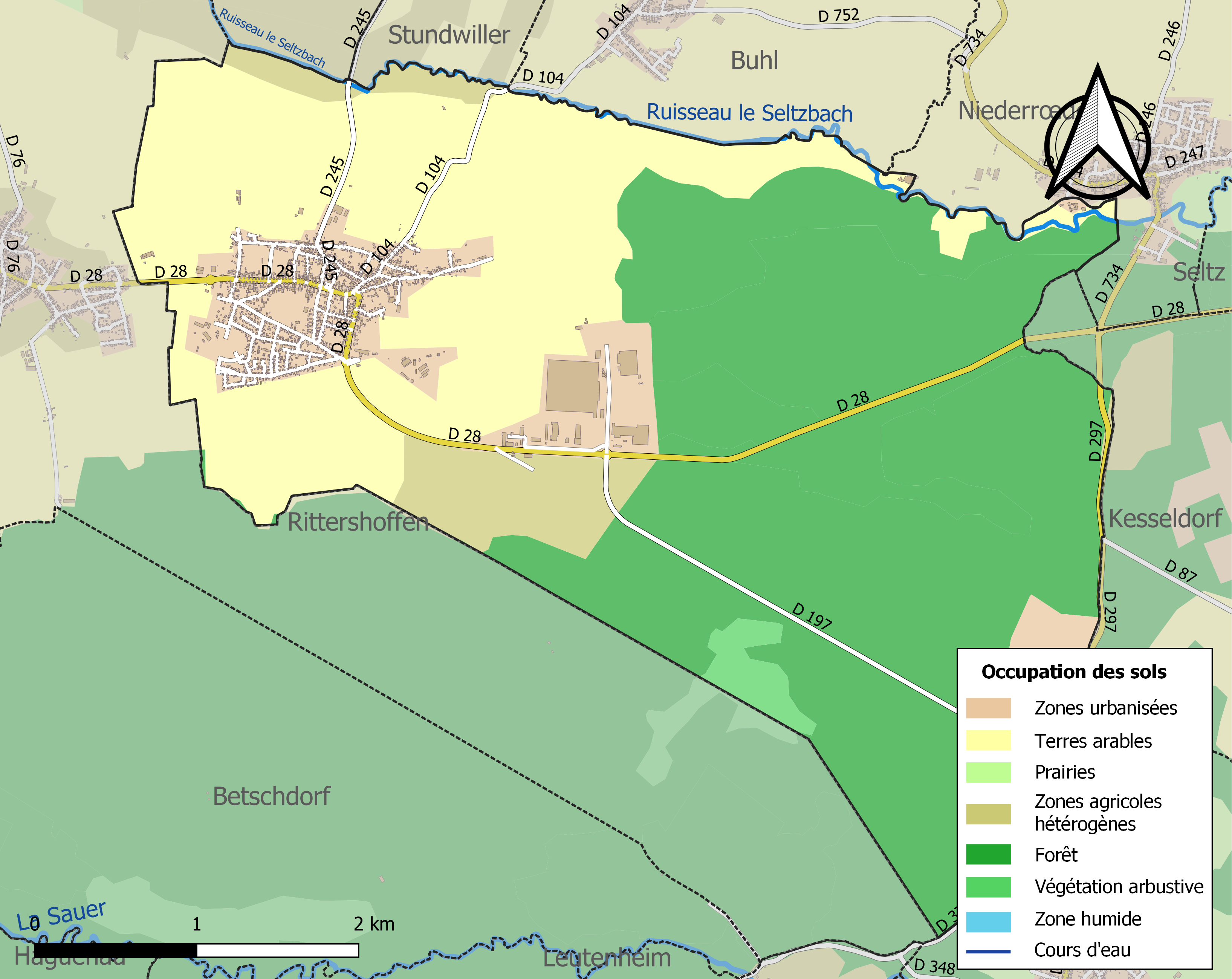
Kaart van de gemeente met de belangrijkste infrastructuur, bodemgebruik en omliggende gemeenten

De oppervlakte van Hatten bedroeg op 1 januari 2022 18,91 vierkante kilometer; de bevolkingsdichtheid was toen 101,7 inwoners per km². Het dorp ligt 21 km ten noordoosten van de stad Haguenau. Op 11 km oostwaarts, aan de Rijn, ligt het dorp Seltz. In die plaats is ook het dichtstbijzijnde spoorwegstation. Zuidelijk strekt zich het grote Forêt de Haguenau uit, overwegend productiebos.

## Demografie
Onderstaande figuur toont het verloop van het inwonertal (bron: INSEE-tellingen).

## Geschiedenis
In de bossen in de omgeving van het dorp is bij archeologische opgravingen een uit de La Tène-periode daterend, mogelijk Keltisch vorstengraf van het type wagengraf ontdekt, met als meest bijzondere grafgift twee mogelijk Etruskische of Oudgriekse oenochoai (wijnschenkkannen).
Het Amt Hatten, dat Hatten zelf en enkele omliggende dorpen omvatte, kende een aantal vrijheden voor de inwoners, die in de wijde omgeving uniek waren. Hatten maakte in de middeleeuwen en daarna deel uit van het Graafschap Lichtenberg (1448-1736) , vanaf dat jaar tot aan de Franse Revolutie van het Landgraafschap Hessen-Darmstadt en na de tijd van Napoleon Bonaparte van Elzas-Lotharingen. Van de Reformatie, die Hatten bereikte in 1557, tot 1871, toen Hatten weer tijdelijk Duits was geworden en veel protestanten wegtrokken, was de meerderheid van de christenen in het dorp evangelisch-luthers. Tegenwoordig is de meerderheid rooms-katholiek.
In 1939 lag Hatten aan de Maginotlinie. Bij het uitbreken van de Tweede Wereldoorlog was Hatten geëvacueerd, maar na de Duitse overwinning van 1940 keerde de bevolking terug. Bij Hatten was maar weinig oorlogsschade geweest.
Na de aanvankelijke bevrijding in de nazomer van 1944 werd Hatten bij Operatie Nordwind op 1 januari 1945 door de Duitsers heroverd.
Van 8 tot 20 januari 1945 vond bij Hatten, van waaruit de Duitsers Haguenau hadden willen heroveren, een verbitterde veldslag plaats, waarbij aan beide zijden tanks ingezet werden. UIteindelijk wisten de Geallieerden (vooral Amerikaanse en Franse eenheden) de Duitsers weer te verdrijven. Het dorp Hatten en het bijbehorende dorpje Rittershoffen ten westen ervan werden bij deze slag bijna volledig vernietigd. Na de oorlog werd het dorp weer opgebouwd.

## Galerij

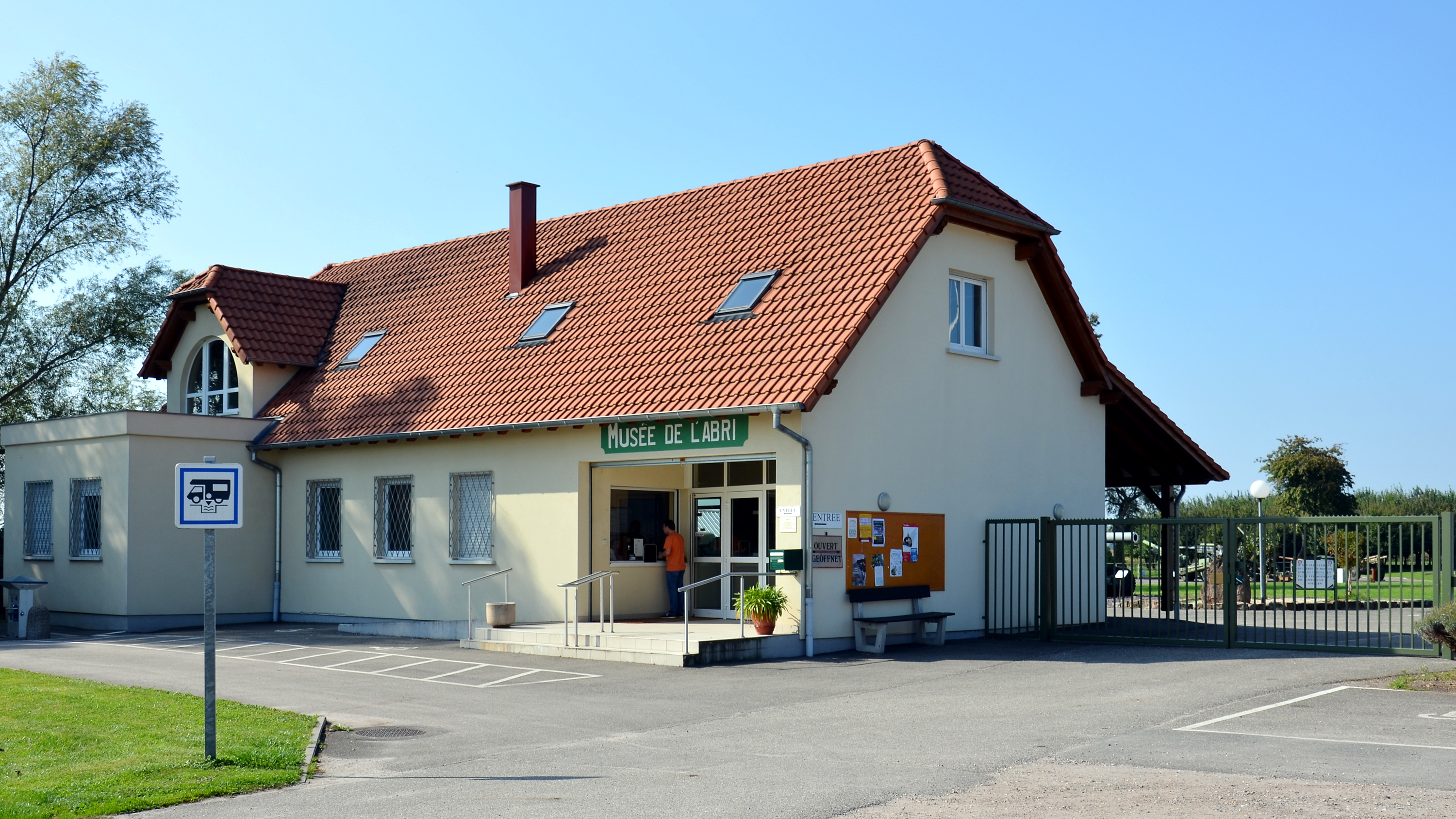
Oorlogsmuseum Abri Hatten te Hatten
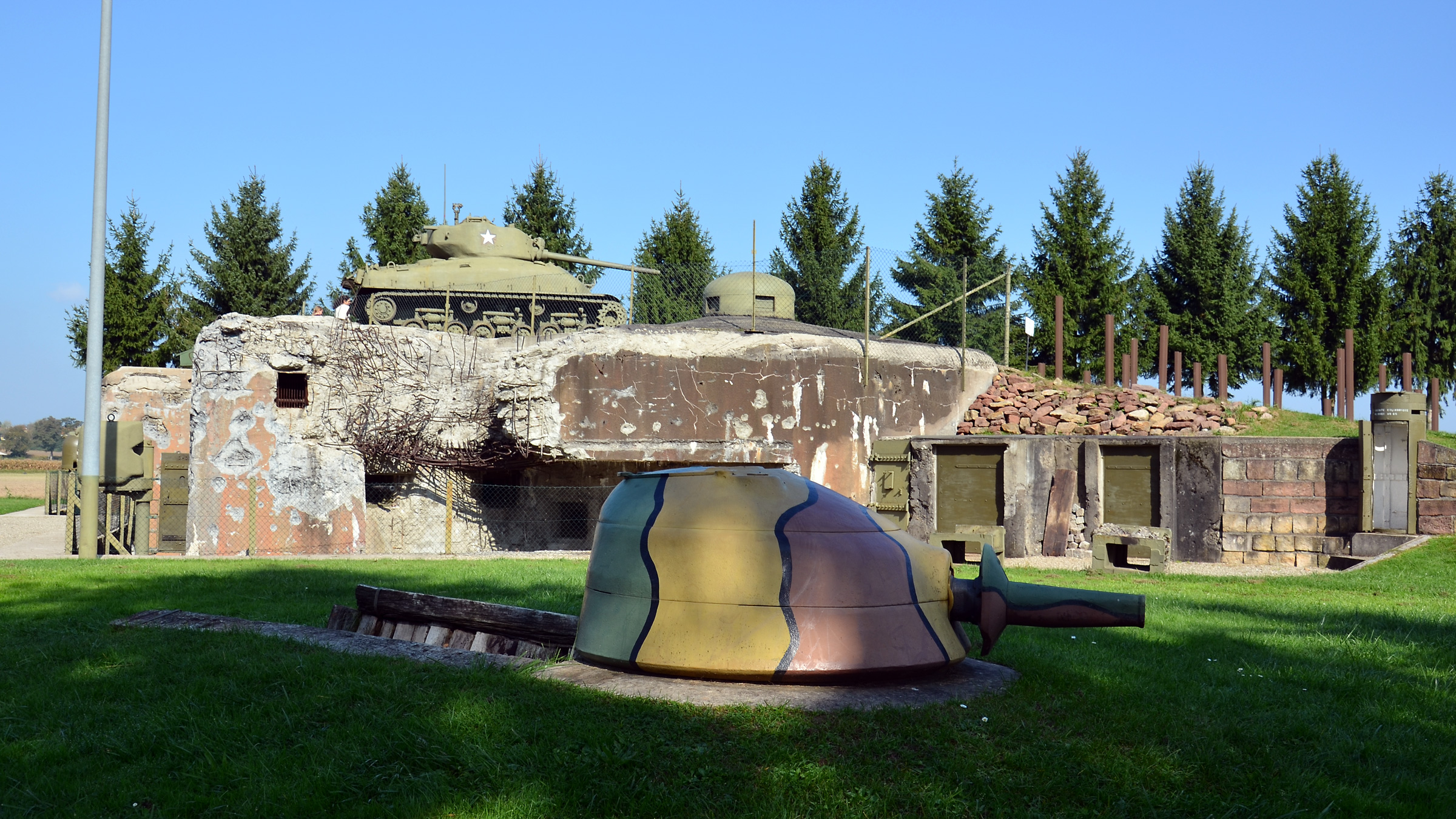
Musée de la ligne Maginot - kazemat van Esch
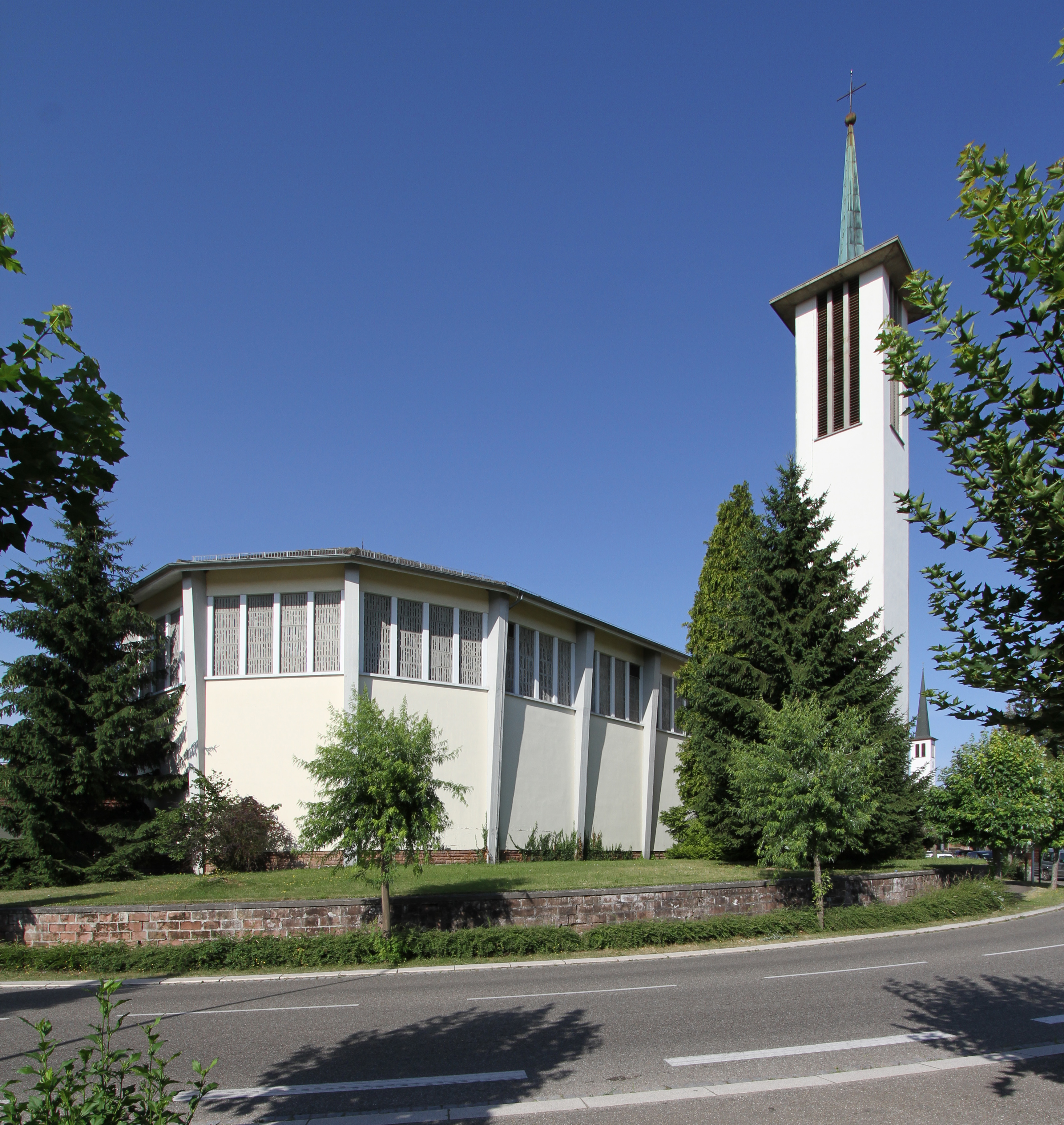
Kerk Saint-Michel in Hatten

Met Hatten (Nedersaksen) bestaat een jumelage (de plaatsen zijn partnergemeentes).